# Wilhelm von Freygang
Wilhelm von Freygang (* 1. Juli 1783 in St. Petersburg; † 31. März 1849 in Venedig) war ein russischer Diplomat und Schriftsteller.

## Leben
Freygang kam aus einer deutschstämmigen Familie. Sein Vater Johann Gottlieb Freygang (1755–1815) war in Petersburg Leibarzt von Zar Paul I. (1754–1801). Bereits 1797 war Wilhelm von Freygang im Staatskollegium des Auswärtigen Amtes und 1800 in der Kanzlei von Vizekanzler Alexander Borissowitsch Kurakin tätig. Von diesem wurde er zum Studium an die Universität Göttingen delegiert. Er belegte Diplomatie und Statistik sowie auch Botanik und Mineralogie. Am 1. Juni 1804 wurde Freygang auf der Grundlage zweier Schriften zur Leibeigenschaft und zu Meteoriten von der Philosophischen Fakultät der Göttinger Universität zum Doctor philosophiae promoviert.

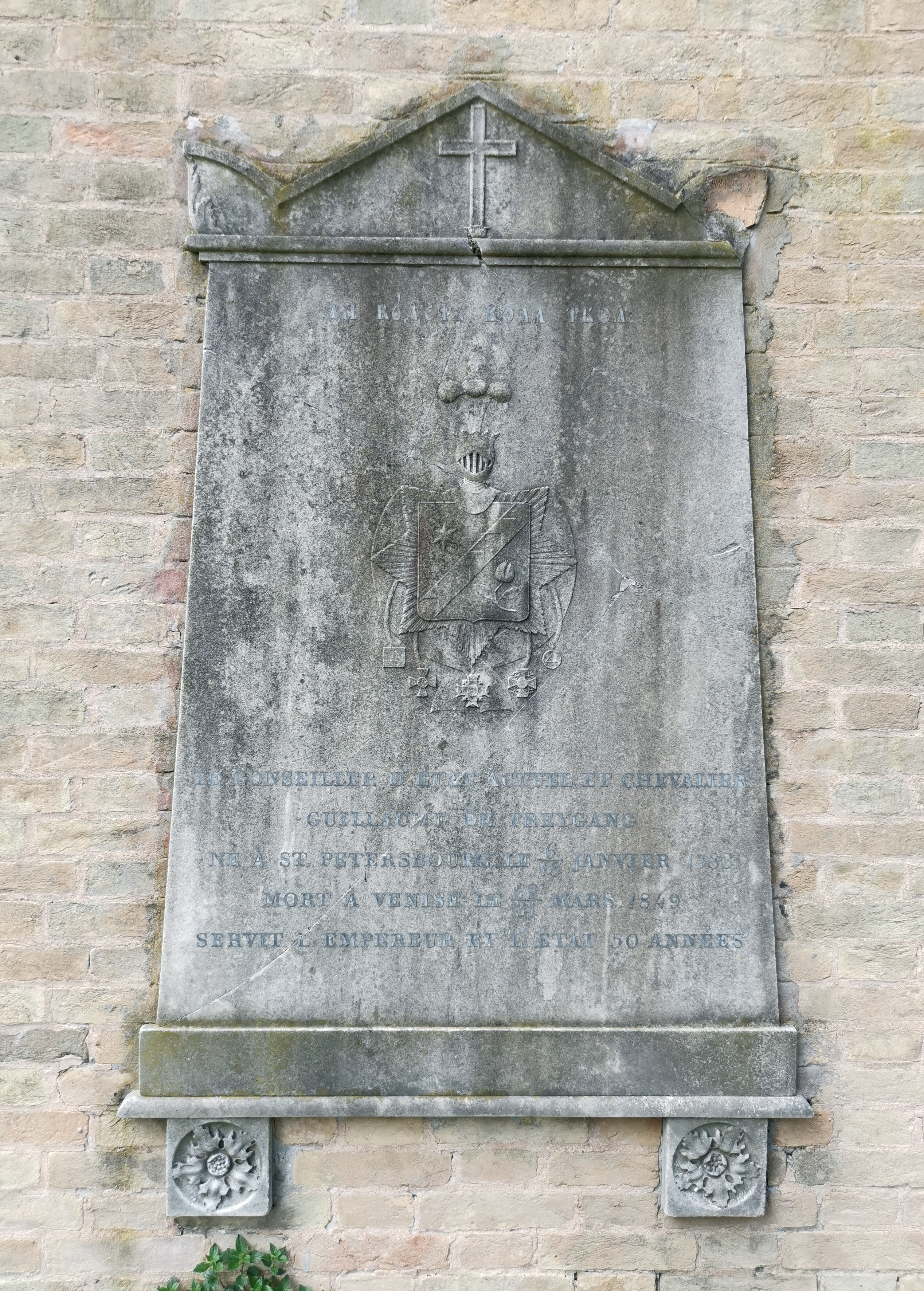
Grab auf dem Friedhof San Michele

Wieder in Petersburg war er 1805 verantwortlich für die Fremdkorrespondenz bei Friedrich von Buxhoeveden und 1806 bei General Ivan Ivanovich Michelson. Anschließend arbeitete er in den russischen Botschaften in Wien und Paris. In Wien heiratete er 1808 Fredericka Afanasjevna Kudrjavceva. 1812 weilte er zu Friedensverhandlungen in Persien, was einen Reisebericht zum Kaukasus, Georgien und Persien zur Folge hatte.
Nach einem Einsatz ab 1814 in der Botschaft in den Niederlanden war Freygang ab 1820 als Generalkonsul in  Sachsen tätig. Hier schlug er 1824 zusammen mit dem Leipziger Ratsherrn Christian Ludwig Stieglitz und dem sächsischen Militärhistoriker Carl Heinrich Aster vor, auf dem Monarchenhügel eine Gedenkstätte für die Toten der Völkerschlacht bei Leipzig in Form einer gotischen Kapelle zu errichten, was aber nicht realisiert wurde.
Von 1834 bis an sein Lebensende 1849 war er im Königreich Lombardo-Venetien tätig.
Freygang wurde auf dem Friedhof San Michele in Venedig beerdigt (Evangelischer Teil).

## Mitgliedschaften
- 1805 Korrespondierendes Mitglied der Göttinger Gesellschaft der Wissenschaften[4]
- 1833 Korrespondierendes Mitglied der St. Petersburger Akademie der Wissenschaften[5]

## Schriften
- Notice sur l'Université de Göttingue (Notiz über die Göttinger Universität). Dieterich, Göttingen 1804. (Digitalisat)
- Sur l’affranchissement des serfs (Über die Befreiung der Leibeigenen) und Idées sur le phénomène des aérolithes (Gedanken zum Phänomen der Meteoriten) Schriften zur Promotion, Göttingen 1804
- Die Gehörorgane, oder Doktor Gall auf Reisen. Ein Lustspiel, Göttingen 1805
- Geniestreiche. Lustspiel in einem Aufzuge, Göttingen 1806 (Volltext in der Google-Buchsuche)
- Wilhelm [tatsächlich: Frederika] von Freygangs Briefe über den Kaukasus und Georgien, nebst angehängtem Reisebericht [S. 215–329] über Persien vom Jahre 1812. Aus dem Französischen übersetzt von Heinrich von Struve. Perthes und Besser, Hamburg 1817 (Digitalisat bei Google Books)
- Briefe über Alexisbad und die Umgegend, aus dem Französischen übersetzt von Eugen, Frhr. von Gutschmid, Leipzig 1830